# Лопатин, Василий Павлович
Василий Павлович Лопатин (14.01.1905 — 06.08.1982) — моторист электропилы Ровдинского леспромхоза Архангельской области. Герой Социалистического Труда (05.10.1957).

## Биография
Родился 14 января 1905 года в деревне Вяткинская Шенкурского уезда Архангельской губернии, ныне — Верхопаденьгского сельского поселения Шенкурского района Архангельской области. С 13 лет работал на лесозаготовках — отвозил поваленный лес на катище (место на берегу реки, куда зимой свозят брёвна и откуда весной скатывают их на воду для сплава).
В 1930 году, когда в Ровдинском районе (существовал в 1929—1931 и 1935—1959 годах) началась коллективизация, вступил в колхоз и по договору Паденьгского лесопункта с колхозом продолжал работать в лесу. В 1934 году перешёл в постоянные кадры рабочих Паденьгского лесопункта Ровдинского леспромхоза. Давал более двух сменных норм в день.
В 1942 году был призван в Красную Армия Ровдинским РВК. Участник Великой Отечественной войны. Воевал на Ленинградском фронте. В 1943 году за мужество и отвагу, проявленные во время боевых действий, был награждён медалью «За оборону Ленинграда». Закончил войну в Карелии в 1945 году.
С первых дней после демобилизации из армии приступил к заготовке леса в своём родном леспромхозе. В 1946 году возглавил молодёжную бригаду лесорубов. Работая поперечной пилой «дровянкой», первоначально выполнял одну норму, а со временем начал выполнять более двух норм за смену и стал инициатором движения «тысячников» в леспромхозе. На протяжении всех последующих лет Лопатин входил в число «тысячников». 
Указом Президиума Верховного Совета СССР от 5 октября 1957 года за выдающиеся успехи, достигнутые в деле развития лесной промышленности, Лопатину Василию Павловичу присвоено звание Героя Социалистического Труда с вручением ордена Ленина и золотой медали «Серп и Молот».
Продолжал работать в лесной отрасли вплоть до выхода на пенсию в ноябре 1961 года. После выполнял посильную работу в совхозе «Верхопаденьгский», активно участвовал в общественной деятельности сельского совета.
Жил в Верхопаденьгском сельском поселении Шенкурского района Архангельской области. Скончался 6 августа 1982 года.
Награждён орденом Ленина, медалями, в том числе «За трудовую доблесть» (22.07.1953), значком «Отличник социалистического соревнования».